# Windows Aero
Windows Aero è la shell visiva dei sistemi operativi Windows Vista e 7 che offre maggiore eleganza e abbellimento visivo. 
Introdotta nel 2006 con Vista, Il nome è un acronimo di Authentic, Energetic, Reflective and Open.

## Caratteristiche
La principale novità che Aero introduce nei sistemi operativi della Microsoft è la capacità di sfruttare le funzionalità di elaborazione grafica avanzata offerte dalle schede video presenti nei computer più recenti per creare un'area di lavoro con effetti ed animazioni tridimensionali, di trasparenza, con ombre e finestre traslucide. I calcoli ed i dati necessari alla visualizzazione dell'interfaccia vengono trasferiti dall'unità di calcolo principale (CPU) al sistema di calcolo della scheda video (GPU) ed alla sua memoria, rendendo le risorse disponibili per altre operazioni.
Le anteprime "live" mostrano nella barra delle applicazioni l'anteprima delle applicazioni e documenti aperti (immagini, video, ecc). Le cartelle sono rappresentate con una icona tridimensionale che mostra dei fogli su cui ci sono delle anteprime dei documenti più significativi contenuti al loro interno, in questo modo è possibile avere subito un'idea di cosa contiene una cartella senza doverla aprire.
I collegamenti a documenti e a immagini o file multimediali posti sul desktop, mostrano l'anteprima di quel file e non solo l'icona del programma con cui sono associate.
La funzione Flip 3D consente di visualizzare le finestre aperte in cascata in un ambiente tridimensionale, agevolando la selezione di quella voluta con la rotellina o con un click del mouse. La funzione Flip 2D è invece un'evoluzione della funzione ALT+TAB presente nelle versioni precedenti di Windows, che mostra un'anteprima delle finestre aperte al centro dello schermo in due dimensioni. La funzione Aero Peek consente di visualizzare tutte le finestre aperte sul desktop, facendole diventare trasparenti posizionandosi con il cursore del mouse nella barra estrema della barra delle applicazioni.

## Requisiti
Aero è disponibile in tutte le versioni di Windows Vista e 7, tranne che in Windows Vista Starter, Vista Home Basic, 7 Starter e 7 Home Basic. Aero viene attivato automaticamente sulle schede grafiche compatibili con il nuovo Windows Display Driver Model (WDDM), ossia su tutte le schede grafiche DirectX 9 con pixel shader 2.0 e con almeno 64 MB di RAM (128 MB per risoluzioni superiori a 1280x1024).
In Windows Vista Home Basic, se viene rilevata una scheda grafica Aero capable che dispone di un driver WDDM, viene comunque utilizzato il nuovo Desktop Window Manager (DWM), che sfrutta la GPU della scheda grafica, ma disattivando alcune funzioni come Aero Glass, le preview ecc.

## Galleria d'immagini

Aero Peek
Funzione Flip2D (ALT+TAB)
Funzione Flip3D (WIN+TAB)